# Kepler-90 g
Kepler-90 g (также известна, как KOI-351.02) — экзопланета в системе Kepler-90, седьмая по удалённости от звезды и вторая по размеру. Система расположена в созвездии Дракона на расстоянии 2840 световых лет (870 парсек) от Земли. Открыта транзитным методом в октябре 2013 года.
Планета относится к классу неплотных газовых гигантов («суперпафф»), чем и заинтересовала учёных.

## Описание и история исследования
Планета совершает оборот вокруг своей звезды за 331 день. Однако, это число меняется на 25 часов каждый второй транзит, всё из-за гравитационного влияния других планет, особенно соседней планеты h. Предполагалось также наличие спутника у планеты, однако данный вариант был опровергнут.
В 2020 году был проведён анализ транзитов планет g и h. Было установлено, что масса планеты g составляет 15.0±0.9 масс Земли, а размер в 8 раз превышает размер Земли. Таким образом, плотность планеты очень невелика — всего 0.15±0.05 кг/м³. Таким образом, планета относится к классу «суперпаффов» — очень неплотных газовых гигантов (не путать с рыхлыми планетами) размером с Нептун или более. Предполагалось также наличие колец у планеты, но эти сведения не подтвердились.

## Галерея

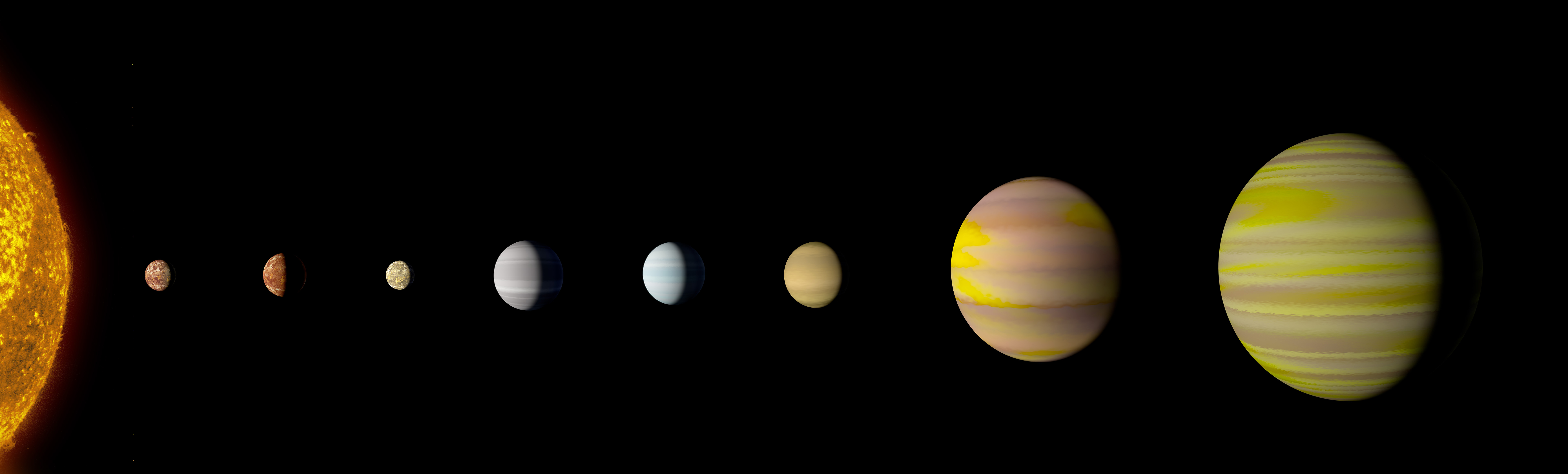
Система Kepler-90 в представлении художника, размеры планет соблюдены, расстояния от звезды не в масштабе. Планета g — вторая справа.